# マグロ一本釣り伝説 じょっぱれ瞬!
『マグロ一本釣り伝説 じょっぱれ瞬!』（マグロいっぽんづりでんせつ じょっぱれしゅん）は、講談社の『週刊少年マガジン』において2006年52号から2007年10号まで連載された漫画。原作・佐々木善章、漫画・若松浩。全9話。

## 概要
東京の中学3年生・小泉瞬が、蒸発した父親の借金を返済するためマグロ漁に出る物語である。借金の担保は自宅だったが、“家が無いと母親が帰って来られない”と父親の残した3千万を返済するため、大間港でマグロを釣り上げようとする。
「じょっぱれ」とは、津軽弁で「情を張れ」、共通語に直すと「意地を張れ」「がんばれ」の意。名詞形の「じょっぱり」になると「頑固者」の意になる。
連載開始9話で打ち切りとなった。これはアンケート至上主義によって『マガジン』以上に基準が厳しい『週刊少年ジャンプ』でも珍しい程の速さであり、『週刊少年マガジン』史において読み切りや短期集中連載、さらに他誌にも移籍しなかった作品としては2009年に判明している分としては最短である。

## 登場人物
小泉瞬
東京の中学3年生、サッカー部所属。5歳の頃に大間の祖父（シン）の漁船に乗り込みマグロを目の当たりにした経験を持つ。
サッカーの試合で相手GKに突撃して退場になったり、大間に到着した際海に突っ込んだりと基本的にそそっかしい。
桜井に紹介されたゲイ向け風俗店「美BOY倶楽部」（男色）での専属ボーイという仕事が嫌で、借金の返済のために日雇いアルバイトの日当を馬券に注ぎ込み儲けようとしたが、負けてしまい無一文となる。
幼少期の漁船に乗り込んだ際に漁師への憧れを抱き、東京で暮らしている間に忘れていたが、一攫千金（借金返済）の手段としてマグロ漁師になる事を自分なりに思い起こし、決意する。
「美BOY倶楽部」を紹介されたときに、「柚華にも許してないのに」というモノグラムがあるため、童貞と思われる。
健
大間でマグロ漁師をしている山の息子。瞬と同じ中学3年生。
外者の瞬が気に入らないらしく、事あるごとに突っかかっていた。ゆりねに一目惚れしている。
顔のそばかすが気に入らない様子。
山
健の父親。現在大間一のマグロ漁師といわれており、健には冷たく当たっている。漁船は「大海丸」であるが、瞬はシンの「優海丸」と勘違いして大海丸を乗っ取り、操縦してしまう。
奪還した大海丸に瞬を乗せ、マグロ漁の厳しさを教えた。
ゆりね
瞬や健と同じ中学3年生。可愛い容姿に反して空手初段である。
塩をふんだんに混ぜ込んだおにぎりや、怪我を負った瞬の手に包帯をぐるぐる巻きにしたりと家事は苦手の模様。
バタ
ゆりねの祖父。かつてシン（瞬の祖父）と大間一のマグロ漁師を競っていたほどの実力者。
大間に来た無茶なことをする瞬の意気込みを気に入り、居候させている。
桜井
街金（事業者金融）と思われる金融会社の取り立て屋。瞬の父親が借金を作ったまま失踪したため、瞬の家を抵当に入れて借家にしようとしたところ、瞬の抵抗にあったためゲイ向け風俗店（男色）「美BOY倶楽部」で男娼の仕事を紹介した。なお、同店の常連は“金持ちのジジイ”で“月100万円以上稼ぐ奴もいる”とのこと。
上司には瞬を連れて来るように言われていたが、瞬自身には返済の義務が無い為に独断で逃がそうとした。
マグロを釣りに行った瞬を馬鹿にしていたが、大間のマグロの取引金額を知り唖然とする。
小泉信（シン）
瞬の祖父。大間一のマグロ漁師と言われており、生涯マグロ漁師を宣言していた。所有漁船は「優海丸（ゆうみまる）」
成長した瞬が大間の家に向かったときには空き家となっており、失踪状態である。
柚華
瞬の同級生。サッカー部のマネージャー。
本来ヒロインであるはずだが、第2話以降大間に舞台を移し、そのまま連載終了したため登場したのは第1話だけである。
十和子
瞬の母親、大間一の美人と言われていた。
小さい頃の瞬を漁へ連れていった信を鮫で叩いたりと瞬のそそっかしさは母親譲りと思われる。
多額の借金を抱えた瞬の父親に愛想を尽かし逃げたと思われるが、瞬は未だに十和子の帰りを待っている。

## 単行本
KCマガジン
- 第1巻 ISBN 978-4063638134
- 第2巻 ISBN 978-4063638240